# Paul Gedler
Paul Gedler (* 25. Januar 1715 in Amberg bei Türkheim; † 23. Juni 1790 ebenda) war ein deutscher Altarbauer.
Er war der Sohn eines Söldners und lernte im benachbarten Türkheim den Beruf des Schreiners. Dort heiratete er 1738. Seine selbständige Tätigkeit begann Gedler um 1750. Viele Altäre von ihm wurden während der Purgierungen des 19. Jahrhunderts zerstört. 

## Werke
- Lorettokapelle in Türkheim
- St. Peter und Paul in Dillishausen, 1766–1768
- St. Silvester in Zaisertshofen, 1769, größerer Auftrag zur Ausstattung der Pfarrkirche
- Mariä Heimsuchung in Amberg, Kanzel, beide Seitenaltäre